# Zaouli
La zaouli è una danza tradizionale del popolo Guro, nella parte centrale della Costa d'Avorio.
Omaggio alla bellezza femminile, la maschera utilizzata nel ballo è stata creata negli anni '50: si crede sia ispirata ad una ragazza il cui nome era Djela Lou Zaouli (lett. "Zaouli, figlia di Djela"). Le leggende riguardo alle origini della maschera sono diverse, e ognuna di esse – che in totale sono sette – ha una sua storia simbolica. Nel 2017, la danza è stata inserita nella lista UNESCO dei patrimoni orali e immateriali dell'umanità.
Ogni villaggio del popolo Guro ha un ballerino di zaouli, sempre maschio, che si esibisce in occasione di celebrazioni e funerali. Si crede che la danza aumenti la produttività del villaggio in cui viene eseguita ed è vista come uno strumento di unità per il popolo Guro.